# Astragalus fedorovii
Astragalus fedorovii är en ärtväxtart som beskrevs av Armen Tachtadzjan. Astragalus fedorovii ingår i släktet vedlar, och familjen ärtväxter. Inga underarter finns listade i Catalogue of Life.